# Let's GOAL! 〜薔薇色の人生〜
『Let's GOAL! 〜薔薇色の人生〜』（レッツ・ゴール・ばらいろのじんせい）は、2019年8月14日に発売された倉木麻衣の12作目のスタジオ・アルバム。

## 概要
前作『君 想ふ 〜春夏秋冬〜』以来となるオリジナル・アルバム。本作は倉木のデビュー20周年を記念してリリースされたアルバムとなっており、タイトルにはデビュー20周年をファンと一緒に薔薇色の1年にしたいという倉木本人の意向が色濃く反映されている。また、クレバリーホームのCMソングとして4月より放映されている新曲「幸せの扉」などを含む全12曲が収められている。
同年5月1日より元号が平成から令和へ改名された為、改名後として最初の作品となった。
初回限定盤には、それぞれの5色のカラーが反映された「Blue（ブルー）」「Yellow（イエロー）」「Green（グリーン）」「Black（ブラック）」「Red（レッド）」の5パターンと通常盤の合計6形態でリリース。さらに初回限定盤のみにはボーナスディスクが5パターンにそれぞれ付属され、通常盤にはボーナストラックが収録。また初回限定盤では、アルバムトレイの下にあるQRコードからアクセスしてアンケート項目に答えると、「倉木麻衣『High Five Girls』」という画像が貰える特別企画「倉木麻衣『High Five Girls』画像プレゼント」が実施された。
本作を引っ提げた全15カ所に及ぶ20周年記念ツアー『20th Anniversary Mai Kuraki Live Project 2019 “Let’s GOAL! 〜薔薇色の人生〜”』が8月17日から10月26日まで開催された。なお、このライブツアーの10月26日の東京国際フォーラム ホールAのスペシャルステージを完全収録したDVD&Blu-ray『20th Anniversary Mai Kuraki Live Project 2019 "Let’s GOAL! 〜薔薇色の人生〜"』が2020年4月29日に発売予定で、2020年4月3日にはジャケット写真とダイジェスト映像が公開されたが、新型コロナウィルスの感染拡大による緊急事態宣言を受けて発売延期が発表された。

## チャート成績
『Let's GOAL! 〜薔薇色の人生〜』は、オリコンチャートでデイリーアルバムランキング2位、週間アルバムランキング3位、週間合算アルバムランキング3位、月間15位を獲得し、Billboard JAPANのHot Albumsで週間5位、Top Albums Salesで週間4位を獲得している。

## 収録曲

### 初回盤・通常盤
| 全作詞: 倉木麻衣。 |                                                                           |           |                                                                                    |                                 |      |
| #                  | タイトル                                                                  | 作詞      | 作曲                                                                               | 編曲                            | 時間 |
| 1.                 | 「Let's Go!」                                                             | 倉木麻衣  | 井出賢一・ホリイモマ・金田有紀子                                                   | 井出賢一                        | 3:16 |
| 2.                 | 「きみと恋のままで終われない いつも夢のままじゃいられない」(42ndシングル) | 倉木麻衣  | 中村泰輔                                                                           | 中村泰輔                        | 4:34 |
| 3.                 | 「Long distance」                                                         | 倉木麻衣  | 中村泰輔                                                                           | 中村泰輔                        | 3:27 |
| 4.                 | 「Missing You」                                                           | 倉木麻衣  | h-wonder                                                                           | h-wonder                        | 4:32 |
| 5.                 | 「Wishing on a..」                                                        | 倉木麻衣  | Jeff Franzel, Paul Carter, 岡嶋かな多                                              | Benbrick                        | 4:17 |
| 6.                 | 「I will」                                                                | 倉木麻衣  | 徳永暁人                                                                           | 徳永暁人                        | 4:15 |
| 7.                 | 「Can't stop my feeling」                                                 | 倉木麻衣  | Tamra Keenan, Josef Larossi, Andreas Romdhane                                      | Josef Larassi, Andreas Romdhane | 3:23 |
| 8.                 | 「Body talkin'」                                                          | 倉木麻衣  | Jake Torrey, OMEGA, Fernando Garibay, Benjamin Ingrosso, Ramiro Padilla, Nick Long | OMEGA, Fernando Garibay         | 3:10 |
| 9.                 | 「Change」                                                                | 倉木麻衣  | Tamra Keenan, Andrew Burford                                                       | One Above                       | 3:31 |
| 10.                | 「JUMP! JUMP!」                                                           | 倉木麻衣  | h-wonder                                                                           | 徳永暁人・h-wonder              | 4:13 |
| 11.                | 「薔薇色の人生」(42ndシングル)                                            | 倉木麻衣  | 徳永暁人                                                                           | 徳永暁人                        | 3:42 |
| 12.                | 「幸せの扉」                                                              | 倉木麻衣  | 中村泰輔                                                                           | 中村泰輔                        | 3:17 |
| 合計時間:          | 合計時間:                                                                 | 合計時間: | 合計時間:                                                                          | 45:37                           |      |

### 通常盤
1. Let's Go!
2. きみと恋のままで終われない いつも夢のままじゃいられない
3. Long distance
4. Missing You
5. Wishing on a..
6. I will
7. Can't stop my feeling
8. Body talkin'
9. Change
10. JUMP! JUMP!
11. 薔薇色の人生
12. 幸せの扉

-Bonus Track-
 (sound produced by Perry Geyer(Cybersound))
1.  きみと恋のままで終われない いつも夢のままじゃいられない 〜Cyber Mix〜

### BONUS DISC（初回盤のみ）
- 「負けないで」/ ZARD
  - ZARDが1993年1月27日に発表したシングルのカバー曲。きっかけは同年2月1日放送のミュージックステーション「テレビ朝日開局60周年記念 3時間スペシャル」内で、坂井泉水が生前最後に出演した1993年2月5日の放送回の映像を元に、HDリマスターとハリウッドの最新技術による一夜限りのコラボレーションが実現し[18][19]、「カバーしてほしい」との声が多く寄せられたことから、今回のカバー曲の収録となった[20][21][22]。なお、バックのオーケストラを坂井の楽曲作りやライブに携わっていたミュージシャンが制作するなど、ZARDの制作チームがかなりのレベルでそのまま関わっている[23]。また、2019年8月24日にはフルサイズのカバー映像がYouTubeで公開された[24][25]。

## 演奏
- all at once：Additional Chorus (#3)
- Manna：Additional Chorus (#7.9)

BONUS DISC
- 倉木麻衣：Vocal
- 大田紳一郎 (doa)、Maana、井上カンナ：Chorus
- 大賀好修 (Sensation)：Guitars
- 麻井寛史 (Sensation)：Track Produce

## タイアップ
| 楽曲                                                    | タイアップ                                                                                     | 起用年 |
| ------------------------------------------------------- | ---------------------------------------------------------------------------------------------- | ------ |
| きみと恋のままで終われない いつも夢のままじゃいられない | 読売テレビ・日本テレビ系アニメ『名探偵コナン』主題歌                                           | 2019年 |
| きみと恋のままで終われない いつも夢のままじゃいられない | 読売テレビ・日本テレビ系全国ネット『名探偵コナン』2週連続1時間スペシャル「紅の修学旅行」主題歌 | 2019年 |
| 薔薇色の人生                                            | 読売テレビ・日本テレビ系アニメ『名探偵コナン』主題歌                                           | 2019年 |
| 薔薇色の人生                                            | 読売テレビ・日本テレビ系全国ネット『名探偵コナン』2週連続1時間スペシャル「紅の修学旅行」主題歌 | 2019年 |
| 幸せの扉                                                | クレバリーホーム『家は、家族と生きていく。』CMイメージソング                                   | 2019年 |